# HD43935
HD43935 — хімічно пекулярна зоря спектрального класу
F2 й має видиму зоряну величину в смузі V приблизно  9,1.